# Ferrocarril Eléctrico de Santiago a San Bernardo
El Ferrocarril Eléctrico de Santiago a San Bernardo fue una línea de tranvías existente en Santiago de Chile entre 1907 y 1948, operada por la empresa homónima. Conectaba el sector del Barrio Franklin y el centro de Santiago con la Plaza de Armas de San Bernardo.

## Historia

### Antecedentes y construcción
En 1901 comenzó a operar el Ferrocarril de San Miguel, que poseía carros de tracción animal en un recorrido inicial de 3,5 km entre la intersección de San Diego con calle Franklin y el sector de Lo Vial, en la actual comuna de San Miguel, finalizando en el sector antiguamente denominado «La Pirámide» (actual avenida Departamental). Al año siguiente la línea fue extendida hasta el sector de Lo Ovalle, y se proyectaba que hacia 1903 la línea alcanzara el sector denominado «Álamos Injertados» (actual avenida El Parrón), con una longitud total de 6 km.
El 11 de febrero de 1905, mediante un decreto del Ministerio del Interior, le fue entregada a los hermanos Manuel y Horacio Valdés Ortúzar la concesión por 10 años para construir y operar un tranvía entre Santiago y San Bernardo. La ley 1894 del 12 de diciembre de 1906 prorrogó dicha concesión por 30 años más, mientras que el 3 de agosto de 1905 se constituyó formalmente la sociedad anónima denominada Ferrocarril Eléctrico de Santiago a San Bernardo.
La empresa adquirió el antiguo Ferrocarril de San Miguel y contrató a W. R. Grace & Co., representantes en Chile de General Electric Co. de Nueva York, para construir la línea férrea que conectaría el sector de Franklin con el centro de San Bernardo. Las obras de construcción se iniciaron en febrero de 1906, mientras que el 1 de mayo del mismo año la empresa ordenó la fabricación de diez carros, de un piso y 8 ruedas cada uno, a St. Louis Car Co., ubicada en Estados Unidos. El 28 de junio de 1907 la empresa ordenó la fabricación de nuevos carros, esta vez de dos pisos y 4 ruedas, los cuales realizaban el recorrido sólo desde Franklin hasta La Cisterna, mientras que los carros de un piso y 8 ruedas realizaban el recorrido completo hasta San Bernardo.

### Inauguración y desarrollo
El 20 de noviembre de 1907 el ferrocarril inauguró su primer tramo, alcanzando el sector de La Cisterna, mientras que el 24 de enero de 1908 se inauguraba el servicio hasta Lo Benítez, el 2 de febrero la línea llegó hasta el cruce con la línea del ferrocarril Longitudinal Sur, y finalmente el 25 de febrero del mismo año se inauguró el servicio completo hasta San Bernardo, en aquella ocasión iniciando su recorrido más al norte, en la intersección de San Diego con la Alameda debido a la compatibilidad de vías con las del sistema de tranvías urbanos de Santiago y un contrato con la Chilean Electric Tramway and Light Company que permitía extender su recorrido hacia el centro de la ciudad usando las vías de las calles Arturo Prat y San Diego; no obstante, para septiembre de 1912 se contaba con una vía propia por calle Gálvez (actual calle Zenteno) que permitía el acceso a la zona céntrica de la ciudad. El 5 de diciembre de 1913 se inició un servicio local entre la Alameda y La Cisterna cada media hora.
La aparición del ferrocarril eléctrico generó un importante desarrollo en los alrededores del antiguo Camino de la Polvareda (actual Gran Avenida José Miguel Carrera), como por ejemplo el surgimiento de las denominaciones numéricas para los paraderos de dicha vía, utilizadas hasta el día de hoy, así como también la aparición de nuevos barrios y construcciones, como por ejemplo el Observatorio Astronómico Lo Espejo y la Base Aérea El Bosque.
Hacia noviembre de 1914 el ferrocarril presentaba servicios en tres horarios diferentes, cada uno con sus tarifas diferenciadas: uno diurno, de 6:00 a 20:00 (con tarifas separadas en los tramos Alameda-San Bernardo, Alameda-La Cisterna y La Cisterna-San Bernardo); uno nocturno, de 20:00 a 0:00; y un servicio especial desde las 0:00. También presentaba un servicio local a La Cisterna, tanto en horario diurno y nocturno, con tarifas diferenciadas para los tramos Alameda-La Cisterna, Alameda-Lo Vial, Lo Vial-Lo Ovalle y Lo Ovalle-La Cisterna.

### Cierre
En 1926 la Compañía Chilena de Electricidad adquirió la empresa del ferrocarril eléctrico a San Bernardo. A partir del 22 de marzo del mismo año los tranvías que poseían «imperial» (segundo piso) ingresaban al centro de Santiago mediante una vía por calle Nataniel Cox; a partir del 8 de junio de 1936 los tranvías dejaron de llegar hasta la Estación Mapocho y acortaron su recorrido hasta la iglesia de San Francisco, y para 1939 el trazado de la vía por calle Gálvez ya había sido levantado, como se atestigua en planos y recorridos de la época.
La línea pasó a formar parte en 1945, al igual que los demás recorridos de tranvías de Santiago, de la Empresa Nacional de Transportes Colectivos (ENT). El ferrocarril circuló hasta el 15 de mayo de 1948, fecha en que el servicio fue dado de baja a las 6:00 de la mañana de dicho día y reemplazado por 15 buses de la ENT; el recorrido de la nueva línea de buses era similar al de los tranvías, circulando por la Avenida Libertador Bernardo O'Higgins, San Diego y Gran Avenida hasta la Plaza de Armas de San Bernardo, y retornando por Gran Avenida, Franklin, Nataniel y la Avenida Bernardo O'Higgins hasta Serrano.

## Paraderos
La línea poseía originalmente 15 paraderos en su recorrido:
| Paradero              | Km    | Notas                                                                    |
| --------------------- | ----- | ------------------------------------------------------------------------ |
| Franklin              | 0,0   | Ubicado en la intersección de San Diego con Franklin.                    |
| La Aguada             | 0,45  | Ubicado en la intersección de San Diego con el Zanjón de la Aguada.      |
| San Miguel            | 1,55  | Ubicado en Gran Avenida entre Alcalde Pedro Alarcón y María Auxiliadora. |
| Lo Vial               | 2,15  | Ubicado en la intersección de Gran Avenida con Salesianos.               |
| La Pirámide           | 3,40  | Ubicado en la intersección de Gran Avenida con Departamental.            |
| Lo Ovalle             | 4,90  | Ubicado en la intersección de Gran Avenida con Briones Luco.             |
| Álamos Injertados     | 6,20  | Ubicado en la intersección de Gran Avenida con Almirante Neff.           |
| Lo Cisterna           | 7,40  | Ubicado en Gran Avenida entre Américo Vespucio y Ossa.                   |
| Santa Cristina        | 8,65  | Ubicado en Gran Avenida entre Heliotropos y Víctor Plaza Mayorga.        |
| Lo Benítez            | 10,10 | Ubicado en la intersección de Gran Avenida con El Observatorio.          |
| Lo Martínez           | 11,20 | Ubicado en la intersección de Gran Avenida con Lo Martínez.              |
| Lo Moreno             | 12,40 | Ubicado en la intersección de Gran Avenida con Lo Blanco.                |
| La Polvareda          | 13,50 | Ubicado en la intersección de Gran Avenida con la vía férrea.            |
| San Bernardo          | 14,00 | Ubicado en Freire entre Pasaje El Libertador y Alfredo Salgado.          |
| Plaza de San Bernardo | 14,76 | Ubicada en la intersección de Freire con Covadonga.                      |